# رپیفکا (شهرستان چیشمینسکی، باشقیرستان)
رپیفکا (انگلیسی: Repyevka, Chishminsky District, Republic of Bashkortostan) یک شهرک در شهرستان چیشمینسکی در استان باشقیرستان کشور روسیه است.